# فرنسيس ثورن
فرنسيس ثورن (بالإنجليزية: Francis Thorne)‏ هو ملحن وعازف بيانو أمريكي، ولد في 23 يونيو 1922، وتوفي في 7 مارس 2017.

## وصلات خارجية
- فرنسيس ثورن على موقع ميوزك برينز (الإنجليزية)
- فرنسيس ثورن على موقع أول ميوزيك (الإنجليزية)
- فرنسيس ثورن على موقع ديسكوغز (الإنجليزية)